# (15148) Michaelmaryott
(15148) Michaelmaryott est un astéroïde de la ceinture principale.

## Description
(15148) Michaelmaryott est un astéroïde de la ceinture principale. Il fut découvert le 2 mars 2000 aux Monts Santa Catalina par le projet CSS. Il présente une orbite caractérisée par un demi-grand axe de 2,25 UA, une excentricité de 0,11 et une inclinaison de 6,2° par rapport à l'écliptique.

## Compléments